# Jaworów (rejon turczański)
Jaworów (ukr.  Яворів, trb. Jaworiw, trl. Yavoriv) – wieś na Ukrainie, w obwodzie lwowskim, w rejonie samborskim (wcześniej w rejonie turczańskim). Miejscowość liczy około 919 mieszkańców. Pierwsze wzmianki o wsi pochodzą z 1659.
W 1921 wieś liczyła około 827 mieszkańców. Przed II wojną światową w granicach Polski, wchodziła w skład powiatu turczańskiego.

## Ważniejsze obiekty
- Cerkiew greckokatolicka